# 西月島
西月島（英語：West York Island，直译：「西约克岛」，直译：「自然岛」，越南语：／），位於南中国海南沙群島中的島嶼，是南沙群島第三大天然島，面積約0.18平方公里。
西月島自1974年起被菲律賓实际控制，也是該國政府所控制的南沙群島第二大島嶼，僅次於中業島。島上建有哨所和士兵駐扎。中華民國、中華人民共和國、越南社會主義共和國亦聲稱對西月島擁有主權。

## 名称
西月島的英語名稱爲「West York Island」，源自1905年7月17日英國船“西約克号”（West York）在此触礁，后来命名为“西約克号島”。
1935年，中华民国水陆地图审查委员会审定公布《中国南海各岛屿华英名对照表》，其中「West York Island」被翻译为「西樂島」。1939年，日本佔領南沙群島，把此島命名爲「西青島」，直到1945年日本投降為止。
1947年10月，中华民国内政部公布《南海諸島新舊名稱對照表》，West York Island更名爲「西月島」，旁註「西約克島」。
1983年4月，中华人民共和国中国地名委员会公布《我国南海诸岛部分标准地名》，沿用「西月島」之名，旁注当地渔民习用名称「红草峙」。
菲律賓稱爲「禮加示島」，意爲「自然島」。

## 歷史
- 中國漁民向稱西月島為「紅草峙」[9]。
- 1935年，中華民國水陆地圖審查委員會公佈的名稱為「西樂島」[10]。
- 1939年，日本佔領南沙群島，把南沙群島為命名為「新南群島」，並把西月岛命名為「西青岛」[11]。
- 1946年12月，中華民國國民政府派遣海軍上校林遵、姚汝鈺率「中業號」、「永興號」、「太平號」、「中建號」等四艘軍艦接收南海諸島。
- 1947年，中華民國內政部方域司公佈的名稱為「西月島」。[10]
- 1956年，中華民國海軍先後派出立威部隊、威遠部隊和寧遠部隊三次巡察南沙群島。在巡弋過程中，曾在太平島、南威島、西月島重樹石碑、舉行升旗禮，並改編為「南沙守備區」。[12]
- 1974年2月，菲律宾占领西月岛。[13]

## 地理位置
- 位於中業島東北方76公里處。

## 地質地形
- 最高點海拔3米。
- 全島的面積約0.18平方公里。

## 生態環境
西月島覆蓋有低矮的叢林植被，滿潮時島嶼的東面和南面部分會被海水淹沒，海龜每年會在島上產卵以提供庇護。島上生存的植物以耐乾旱的熱帶植物為主。

## 島上狀況

### 水源
- 島上沒有淡水。

### 建築
- 有一座菲律賓設置的小型觀測站。
- 有二戰時期日軍所留下的廢棄建築。

### 人口
- 島上並無居民，當地有少量的非常駐士兵。
- 菲律賓市政官員曾提議政府比照中業島遷移少量平民來此居住，不過由於島上補給困難以及建設開發所費不貲的情況下，這項計畫目前落實的機率並不高。